# Agrostis minutissima
Agrostis minutissima é uma espécie de gramínea do gênero Agrostis, pertencente à família Poaceae.